# Zelia montana
Zelia montana là một loài ruồi trong họ Tachinidae.